# Arthur Honegger
Arthur Honegger (Le Havre, 1892. március 10. – Párizs, 1955. november 27. ) svájci származású francia zeneszerző.

## Élete
Oscar-Arthur Honegger néven született Észak-Franciaországban. Zenei tanulmányait szülővárosában kezdte, de 1909-től már a zürichi konzervatóriumban tanult. Jó tanárai voltak, zeneelméletre Lothar Kempter, hegedűre Willem de Boer oktatta. 1911-től 1914-ig a párizsi Conservatoire hallgatója volt, ahol Capet, d’Indy, Widor és Kempter voltak a tanárai. Fiatal korában rajongott Bach zenéjéért, a nagy mesternek főleg a kantátái és a koráljai fogták meg. Később Beethoven és Wagner zenéjét tanulmányozta, majd felfigyelt a „modernekre”, Debussyre, Stravinskyra és Prokofjevre is.
Első kamaraszonátáiban a Wagner és Debussy nevéhez köthető német és francia zenei nyelvet próbálta összeegyeztetni, de már ekkor fel lehet figyelni egyéni, merész, meglepő hangjára színpadi műveiben (például a Le Dit des Jeux du Monde című balettjében). Szinte törvényszerű volt, hogy 1920-ban a Hatok (Les Six) csoportjához (Darius Milhaud, Georges Auric, Louis Durey, Francis Poulenc és Germaine Tailleferre) és Jean Cocteau-hoz kapcsolódott, bár nem értett egyet a csoport minden zeneesztétikai nézetével. A csoport fő célja a pompás, nagyszabású zenei nyelvezettel való szembenállás volt, az egyszerű, modern zenét akarták elterjeszteni. Ismerve Honegger zenei pályafutását, stílusát, már kezdettől fogva csak lazán tartozhatott a csoporthoz.
Első nagy sikerét a René Morax szövegére írt Dávid király (Le Roi David) című drámai zsoltárával aratta 1921-ben. Valószínűleg Bach hatására vezethető vissza, hogy a műben narrátort szerepeltet, és a kórust is sajátosan alkalmazza. Később ezt a darabját oratóriummá dolgozta át. Még ebben az évben mutatták be, szintén sikerrel, a Nyári pásztorének (Pastorale d'été) című darabját, amit kis zenekarra írt. Ekkoriban írta finom hangú hegedű-, brácsa- és gordonkaszonátáit. Az 1923-as Pacific 231 című zenekari darab, amit Serge Koussevitzky vezényletével mutattak be, kirobbanó sikert aratott. A mű a „gépzene” első példája, és egy gőzmozdony volt az „ihletője”. Ha a mozdony, mint zenei téma meglepő, akkor az 1928-ban szintén sikerrel bemutatott Rugby még nagyobb meghökkenést válthatott ki, ez ugyanis a zeneszerző kedvenc sportjáról szólt. Ezek a művek mind meglehetősen ellentétesek a Hatok deklarált zenei hitvallásával: nem „egyszerűek”, nem laza szövésűek, sokkal inkább pompás hanghatásokra épülő drámai képek sorozatából állnak.
Jelentős műve az Antigoné című operája, amit Cocteau szövegére írt. 1931-ben mutatta be első szimfóniáját, amit még négy további követ ebben a műfajban. Az 1935-ös év eseménye a Paul Claudel szövegére írt, különleges hangvételű Johanna a máglyán (Jeanne d'Arc au bûcher) című „színpadi oratóriuma”. A II. szimfóniában a háború, Párizs német megszállása ellen emelte fel szavát a zene nyelvén. A bemutatót Paul Sacher vezényelte a Bázeli Kamarazenekar élén. A következő szimfóniákat felváltva Charles Münch és Sacher mutatta be. Legjobb művének sokan a III., „Liturgikus” szimfóniát tartják, amelynek első és harmadik tétele haláltánc jellegű, de a befejező részből a feloldozás hangját hallhatjuk ki, különösen a záró fuvoladallamból. Művei karmestereként egyébként maga Honegger is sikeres hangversenykörutakat tett Európában és Amerikában. Felesége, Andrée Vaurabourg kiváló zongorista, férje műveinek elhivatott tolmácsolója volt.
1948-ban a zürichi egyetem díszdoktorává avatták, 1952-ben az Institute de France választotta tagjává. Párizsban tanított is, nevesebb tanítványai közé számít Eugene Kurtz és Lester Trimble. Élete vége felé már megromlott az egészsége, Párizsban hunyt el 1955-ben, szívbetegség következtében. Halála után felesége Honegger-díjat alapított.

## Jelentősége
Honegger stílusát sokan eklektikusnak tartják, dzsesszes hatások, neoklasszikus elemek, a modern 20. századi zene jellegzetességeire ismerhetünk rá műveiben. Mindezek ellenére az is kétségtelen, hogy a 20. század egyik legszemélyesebb hangú zeneszerzőjének számít. „Stílusának kialakulására egyforma hatással voltak a francia és német modernek (Debussy, Schmitt, Schönberg), a jazz, valamint a régebbi korok zenéje, elsősorban Bach. … Zenei munkálkodásának fő sajátossága a különböző irányzatok összeegyeztetésére való törekvés. Impulzív vérmérséklet, gazdag fantáziával megáldott, de inkább illusztratív és dramatikus, mint lírikus tehetség. Kitűnő kontrapunktista és hangszerelése is lebilincselő hatású. Francia kortársai közül nagyobb vonalú koncepciójával és fölényes technikai tudásával válik ki.”

## Fontosabb művei

### Oratóriumok, drámai művek
(A cím után zárójelben a szöveg-librettó írója.) 
- Cantique de Páques, 1918
- Le Roi David (Morax), 1921
- Judith (Morax), 1925
- Antigone (Szophoklész – Cocteau), 1927
- Cantique des Cantiques de Salomon, 1926
- Amphion (Valéry), 1929
- Cris du Monde (R. Bizet), 1931
- Sémiramis (Valéry), 1933
- Jeanne d'Arc au bûcher (Claudel), 1935
- L'Aiglon (Rostand nyomán H. Cain, zene Ibert-rel együtt), 1936
- Les Mille et Une Nuits (Mardrus), 1937
- La Danse des Morts (Claudel), 1939
- Nicolas de Flue (de Rougemont), 1939
- Chant de Libération (Zimmer), 1942
- Une Cantate de Noël (liturgikus és népszerű szövegek), 1953

### Szimfonikus művek
- Prélude pour „Aglavaine et Sélysette” de Maurice Maeterlinck, 1917
- Le Chant de Nigamon, 1917
- Le Dit des Jeux du Monde, 1918
- Interlude (színpadi zenéből), 1920
- Pastorale d'été, 1920
- Horace Victorieux, 1921
- Chant de Joie, 1923
- Prélude pour „La Tempête” de Shakespeare, 1923
- Pacific 231, 1923
- Suite d'Orchestre, Extraite de L'Impératrice aux Rochers, 1925
- Phaedre (szvit), 1926
- Rugby, 1928
- Ie Symphonie, 1930
- Mouvement Symphonique, No.3., 1933
- Les Misérables (filmzenéből készült szvit), 1934
- Nocturne, 1936
- Symphonie pour cordes, No.II., 1941
- Le Grand Barrage, 1942
- Jour de Fête Suisse (balettszvit), 1943
- Sérénade à Angélique, 1945
- Symphonie Liturgique, No. III., 1946
- Symphonie No.IV. (Deliciae Basilienses), 1946
- Prélude, Fugue, Postiude (az Amphionból) 1948
- Symphonie No.V., (Di tre re), 1950
- Suite Archaïque, 1951
- Monopartita, 1951

### Versenyművek
- Concertino (zongora), 1924
- Concerto (gordonka), 1929
- Concerto da Camera (fuvola, angolkürt, vonósok), 1948

### Kamarazene-művek
- Rhapsodie (2 fuvola, klarinét, zongora), 1917
- Három vonósnégyes, 1917., 1936., 1937
- Két hegedű-zongora szonáta, 1918., 1919
- Brácsa-zongora szonáta, 1920
- Gordonka-zongora szonáta, 1920
- Hegedű szólószonáta, 1940
- Három szonatina (2 hegedűre), 1920
- Hymne pour dixtuor à cordes, 1920
- Cadence (Milhaud „Le Boeuf sur le Toit”-jához, hegedű, zongora), 1920
- Trois Contrepoints (kamarazenekarra), 1922
- Prélude et Blues (4 hárfára) 1925
- Petite Suite pour deux Instruments et Piano, 1934
- Intrada (trombita, zongora), 1947

### Zongoraművek
- Scherzo, Humoresque, Adagio espressivo, 1910
- Toccata et Variations, 1916
- Trois Pièces, 1919
- Sept Pièces Bréves, 1920
- Sarabande (Album des 6), 1920
- Cahier Romande, 1923
- Suite pour deux Pianos (Hommage à Albert Roussel), 1928
- Prélude, Arioso et Fughette sur le Nom de J. S. Bach, 1932
- Partita pour deux Pianos, 1940
- Deux Esquisses, 1944
- Souvenir de Chopin, 1947

### Egyéb művek
- Fugue et Choral (orgona), 1917
- 17 énekhangra írt darab, 16 balett, 35 színpadi, 37 film-kísérőzene, 8 hangjáték-kísérőzene stb.

## Irodalmi munkássága
- Incantation aux Fossiles. Lausanne, 1948
- Je suis Compositeur. Paris, 1951 (magyarul: Zeneszerző vagyok, 1960)

### Magyarul
- Zeneszerző vagyok; közrem. Bernard Gavoty, ford. Oltványi Imre, bev. Ujfalussy József, jegyz. Fábián László; Zeneműkiadó, Bp., 1960
- Zenéről, zenészekről, zeneéletről; ford. Várnai Péter; Zeneműkiadó, Bp., 1965